# Сражение у Соколки
Сражение у Соколки — сражение, произошедшее 11 (22) апреля 1709 год (12 апреля по шведскому календарю) в годы Северной войны на Украине между шведскими и русскими войсками. На стороне шведов сражались также и запорожские казаки.

## Предыстория
Во время кампании 1709 года шведская армия Карла XII действовала на Украине, при этом на сторону шведов перешли гетман И. С. Мазепа с частью запорожских казаков К. Гордиенко.
Русские избегали генерального сражения, однако вели «малую войну», всячески досаждая шведам и регулярно нападая на их отдельные отряды. В начале апреля 1709 года кавалерийский корпус генерал-лейтенанта К. Э. Ренне отправился «для осмотрения неприятельских оборотов» и «для переманивания запорожцев». Против русских шведы направили кавалерию генерал-майора К. Г. Крузе с казаками.
Четыре тысячи присоединившихся к королю запорожцев произвели на регулярное шведское войско неблагоприятное впечатление: «необученные и негожие люди, у трети не было ружей, а только короткие пики и косы на жердях». Забросив ружья и зипуны на телеги, две тысячи запорожцев «шли как стадо овец» сбоку от колонны в 2,5 тыс. шведских кавалеристов. Они настолько выдохлись в ночном марше, что шведы до боя оставили часть своей конницы для их прикрытия.

## Ход сражения
11 (22) апреля 1709 года (12 апреля по шведскому календарю) шведы, воспользовавшись туманом, внезапно атаковали русский кавалерийский корпус К. Э. Ренне и прижали его к реке. Запорожские казаки занялись грабежом русского обоза, отказались повиноваться генералу Крузе и, таким образом, в сражении не участвовали. Ренне сумел восстановить порядок и пошёл на прорыв.
Шведы писали, что они преследовали русских на протяжении 11 миль, при этом потери русских составили 400 убитых и 1000 раненых. Сами шведы отчитались о потере 290 человек убитых и раненых.
Ренне, в свою очередь, объявил о своей победе и гибели 800 шведов, включая полковника Гильденштерна, а также захвате 4 орудий. Свои потери он оценил в 50 человек.

## Итог сражения
Сражение не изменило стратегической обстановки. Армия Карла XII переправилась на правый берег реки Ворскла и вскоре приступила к осаде Полтавы.